# Oscar Isebaert
Oscar Isebaert (9 juni 2007) is een Belgisch basketballer.

## Carrière
Isebaert speelde in de jeugd van Kortrijk Spurs en BC Lamett Deerlijk-Zwevegem. Bij Kortrijk maakte hij zijn debuut in de BNXT League in een wedstrijd tegen het Nederlandse LWD Basket. Hij maakte aan het einde van het seizoen de overstap naar tweedeklasser Basket Waregem waar hij met een dubbele licentie zal spelen bij de Kortrijk Spurs.

## Privéleven
Isebaert zijn broer Jules Isebaert maakte ook zijn debuut bij de Kortrijk Spurs. Ook zijn moeder Aurélie Vandesteene speelde basketbal.